# چنگال

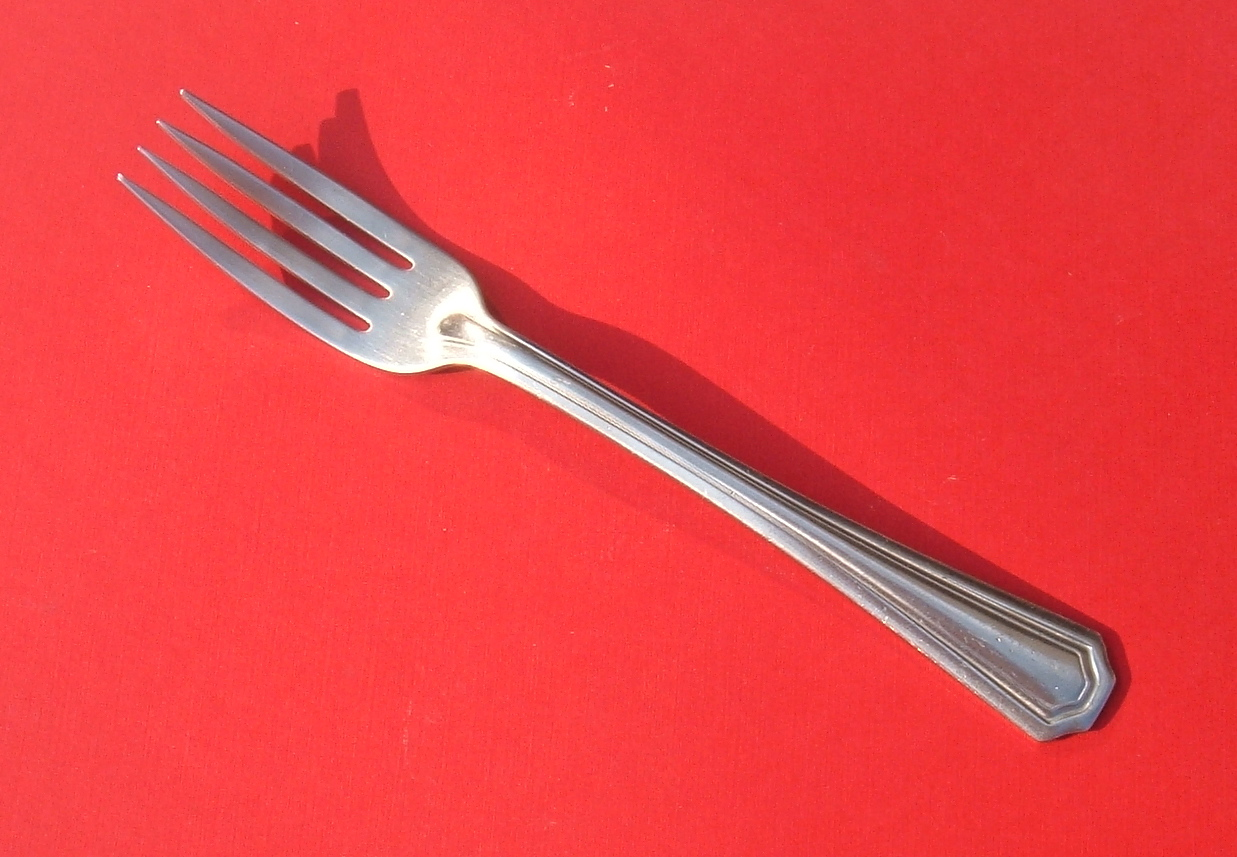
چنگال غذاخوری

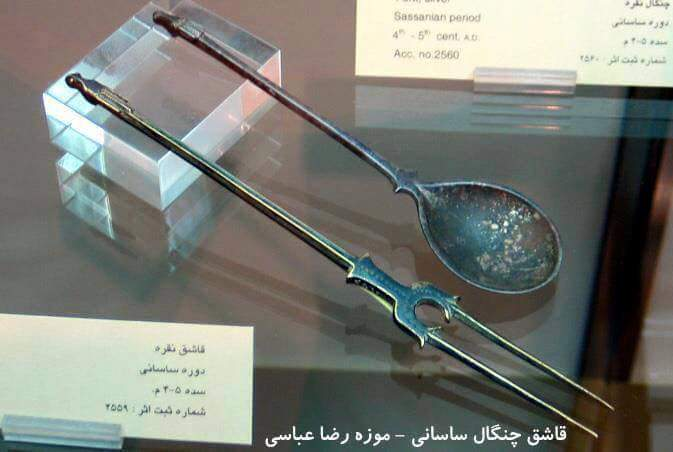
قاشق و چنگال سده ۴ و ۵ میلادی دوره ساسانی موزه رضا عباسی

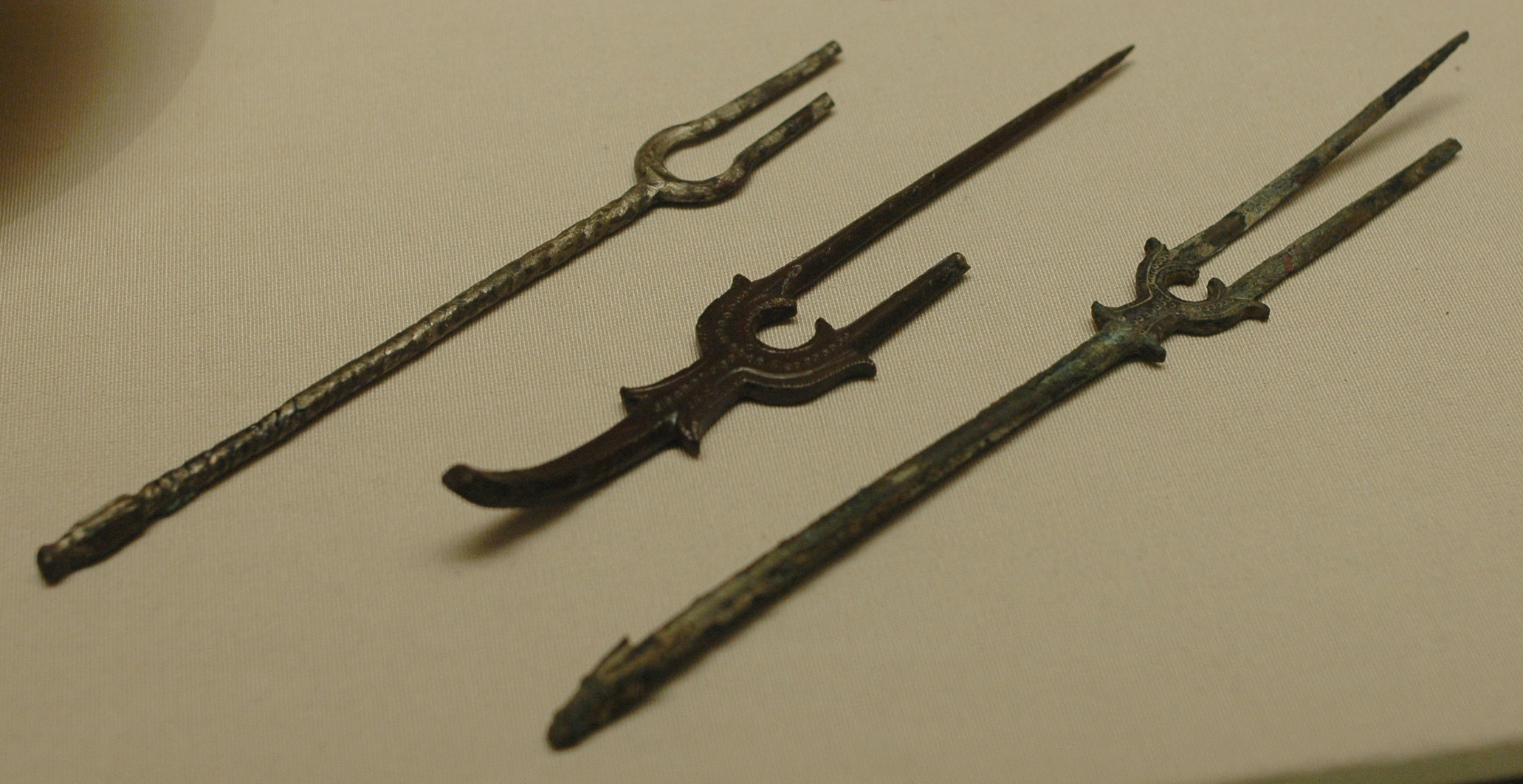
چنگالهایی از جنس برنز که در قرن هشتم یا نهم میلادی در ایران ساخته شده‌است.

چَنگال نام ابزاری است دسته دار که دارای سه یا چهار دندانه است. جنس این وسیله فلزی، پلاستیکی یا چوبی است. چنگال در زبان فارسی به پنجه آدمی که کمی خم کنند نیز معنی می‌دهد. در مورد تاریخچه اختراع چنگال اطلاع دقیقی در دسترس نیست ولی تا قرن دهم میلادی این وسیله در اروپا متداول نشده بود.